# Mitologia micènica

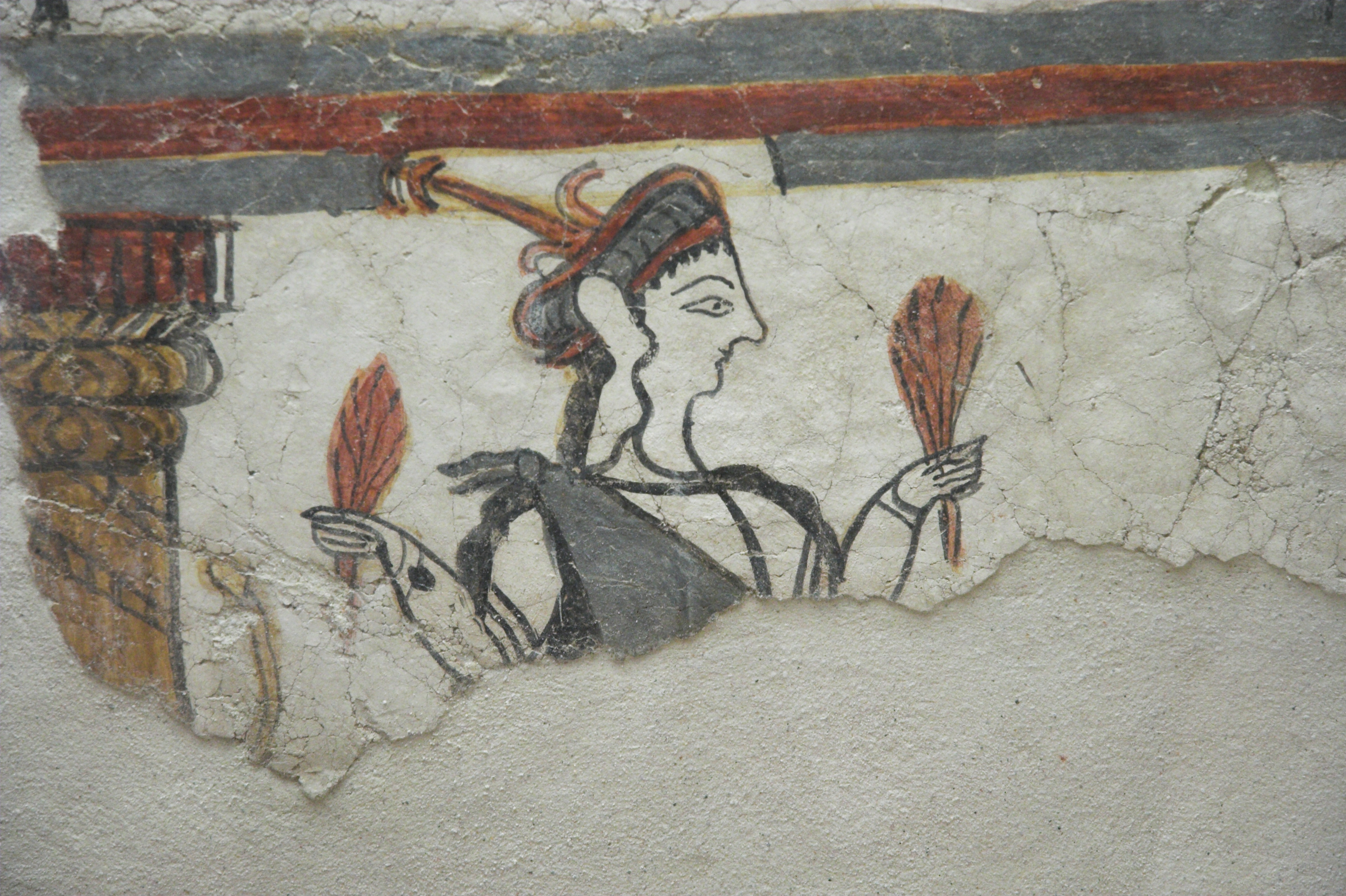
Pintura trobada a la Casa de la Ciutadella de Micenes que podria representar una divinitat.

L'element religiós és difícil d'identificar a la civilització micènica (c. 1600-1100 aC), especialment pel que fa als jaciments arqueològics, on és difícil trobar els espais de culte. John Chadwick assenyala que almenys hi ha sis segles entre la presència més primerenca de protoparlants grecs a les terres que més endavant formarien part de l'Hèl·lade i les primeres inscripcions micèniques conegudes amb el nom de lineal B. Durant aquest llarg període els conceptes i les pràctiques es van anar fusionant amb les creences indígenes i la religió minoica, en cas que la cultura influeixi en les creences religioses. Pel que fa a aquests textos, les poques llistes d'ofrenes que donen noms de déus com a destinataris dels béns no revelen res sobre les pràctiques religioses, i no n'han sobreviscut altres textos. John Chadwick rebutja que les religions minoica i micènica es confonguin, tal com podrien assenyalar algunes correlacions arqueològiques, i adverteix contra «l'intent de descobrir la prehistòria de la religió grega clàssica a través de conjectures dels seus orígens i resolent el significat dels seus mites» sobretot a través d'etimologies traïdores. Moses I. Finley ha detectat molt poques reflexions micèniques autèntiques en el món homèric del segle viii, malgrat el seu context micènic. Nilsson també afirma que una gran quantitat de déus minoics i concepcions religioses es van fusionar en la religió micènica, però no es basa en les etimologies incertes, sinó en elements religiosos i en les representacions i la funció general dels déus. A partir de l'evidència existent, sembla que la religió micènica fou la mare de la religió grega. El panteó micènic ja incloïa moltes divinitats que es poden trobar a la Grècia clàssica.

## Divinitats
- Posidó (Po-se-da-o) sembla que hi ocupava un lloc de privilegi. Era una deïtat ctònica, connectada amb els terratrèmols (E-ne-si-da-o-ne: tremolor de terra), però sembla que també representava l'esperit fluvial de l'inframón tal com sovint passa en el folklore del nord d'Europa.[8]

- També hi ha tota una col·lecció de dames o senyores. En una sèrie de tauletes de Pilos trobem Po-ti-ni-ja (o Pòtnia, que tant pot voler significar «senyora» com «mestessa de casa») sense cap mena de paraula que l'acompanyi. Sembla que tenia un santuari important a Pakijanes, a prop de Pilos.[9] En una inscripció de Cnossos, a Creta, ens trobem amb la «mestressa del Laberint» (da-pu-ri-a-jo po-ti-ni-ja), que ens remet al mite del laberint minoic.[10] Aquest títol es va aplicar també a moltes deesses. En una tauleta en lineal B trobada a Pilos s'esmenten «dues reines i el rei» (wa-na-ssoi, wa-na-ka-te), i John Chadwick els relaciona amb les deesses precursores de Demèter i Persèfone i amb Posidó.[11][12]

- Demèter i la seva filla Persèfone, les deesses dels misteris d'Eleusis, normalment eren anomenades «les dues deesses» o «les mestresses» en temps històrics.[13] Les inscripcions en lineal B trobades a Pilos esmenten les deesses Pe-re-swa, que pot estar relacionada amb Persèfone, i Si-to po-ti-ni-ja, que és una deessa de l'agricultura.[14][9] El títol de culte de Demèter és «Sito» (de σίτος, sitos, blat).[15]

- Els misteris es van establir durant el període micènic (1500 aC) a la ciutat d'Eleusis[16] i sembla que es basaven en un culte pregrec a la vegetació amb elements minoics.[17] El culte originàriament va ser privat i se'n té ha cap mena d'informació, però certs elements suggereixen que podria tenir semblances amb el culte de Despina («la mestressa») —la deessa precursora de Persèfone— en una Arcàdia aïllada que va sobreviure fins als temps clàssics. En el mite primitiu de l'Arcàdia, Posidó, l'esperit fluvial de l'inframón, apareix com un cavall (Posidó Híppios) que persegueix Demèter, la qual esdevé una euga. De la unió de tots dos en surt el fabulós cavall Aríon i una filla, que al començament tenia la forma o el cap d'un euga. Pausànies esmenta escultures amb cap d'animal de Demèter i d'altres déus a l'Arcàdia.[18] A Licosura, en un relleu de marbre, hi ha figures de dones amb els caps de diversos animals, òbviament en una dansa ritual.[19] Això podria explicar un fresc micènic del 1400 aC que representa una processó amb màscares d'animals i una processó de dèmons, o «dimonis», davant d'una deessa en un anell daurat de Tirint.[20][21] El mite grec del Minotaure probablement es va originar a partir d'un dèmon similar.[22] En el culte de Despina a Licosura, les dues deesses estan estretament relacionades amb la primavera i els animals, i especialment amb Posidó i Àrtemis, «senyora dels animals», que era la primera nimfa. L'existència de les nimfes estava lligada amb els arbres o les aigües que freqüentaven.

- Àrtemis apareix com una filla de Demèter en els cultes d'Arcàdia i es va convertir en la deessa més popular a Grècia.[18] La primera manera coneguda en què es va escriure el nom «Àrtemis» és la paraula en grec micènic a-te-mi-to i a-ti-mi-te, escrit en lineal B a Pilos.[23] La seva deessa precursora (probablement la minoica Britomartis) està representada entre dos lleons en un segell minoic i també en alguns anells d'or de Micenes.[24] Les representacions són bastant similars a les de l'Àrtemis Òrtia d'Esparta. Al seu temple d'Esparta s'han trobat màscares de fusta que representen cares humanes i que van ser utilitzades per ballarins per retre culte a la vegetació.[25] Àrtemis també estava connectada amb el culte minoic als arbres, un culte extàtic i orgiàstic que està representat en segells minoics i anells d'or micènics.[26]

- Peà (Pa-ja-wo) és probablement el precursor del metge grec dels déus a la Iliíada d'Homer. Era la personificació del cant màgic que se suposava que curava els pacients. Més tard esdevingué també un cant de victòria (παιάν, paian). Els mags també s'anomenaven «vidents metges» (ιατρομάντεις, iatromànteis), una funció que més tard també es va atribuir a Apol·lo.[27]

- Atena (A-ta-na) apareix en una inscripció en lineal B a Cnossos de l'era tardana del Minoic Recent II. La forma A-ta-na po-ti-ni-ja (mestressa Atena) és similar a la posterior forma Homèrica.[28] Ella fou probablement la deessa representada a la processó del famós fresc de Cnossos.[29] En un fresc micènic, hi ha una composició de dues dones que estenen les mans cap a una figura central que està coberta per un enorme escut en forma de vuit. La figura central és la deessa de la guerra amb el seu pal·ladi o estàtua, o bé el seu pal·ladi una representació anicònica.[9]

- Dionís (Di-wo-nu-Tan[30]) també apareix en algunes inscripcions. El seu nom s'interpreta com a «fill de Zeus» i probablement té un origen traci. Més endavant el seu culte es relaciona amb Beòcia i Fòcida, on sembla que es va introduir abans del final de l'era micènica. Això pot explicar per què els seus mites i culte es van centrar en Tebes, i per què la muntanya del Parnàs, a la Fòcida, fou l'escenari de les seves orgies. Tanmateix, en els poemes homèrics és el consort de la deessa minoica de la vegetació Ariadna.[31] És l'únic déu grec, a més a més d'Atis, que mor per tal de tornar a néixer, tal com apareix sovint a les religions orientals.[32] El seu mite està relacionat amb el mite minoic del «nen diví», que tan bon punt va ser abandonat per la seva mare, fou criat pels poders de la naturalesa. Mites similars apareixen en els cultes de Jacint (Amicles), Erictoni (Atenes) i Plutos (Eleusis).[33]

- Han estat identificades altres divinitats que es poden trobar en períodes posteriors, com la parella Zeus-Hera, Hefest, Ares, Hermes, Ilitia i Eumènides. Hefest, per exemple, probablement es pot associar amb A-pa-i-ti-jo a Cnossos, mentre que Apol·lo només s'esmenta en el cas que se l'identifiqui amb Paiāwōn; Afrodita, tanmateix, hi és absolutament absent.[34] Qo-wi-ja («que té els ulls de vaca») és un epítet homèric estàndard d'Hera.[14] Ares apareixia sota el nom d'Enialos –si considerem que aquest tal Enialios no era un déu a part–, i tot i que es desconeix la importància d'«Àreias», el mot fa pensar en el déu de la guerra.[35] «Eleutia» s'associa amb Ilitia, la deessa homèrica del part.[36]

## Capelles i santuaris
Hi va haver alguns llocs que tenien certa importància per al culte, com ara Lerna, els quals normalment eren uns santuaris que originàriament no es diferenciaven gaire d'un habitatge, tot i que més endavant ja van prendre la forma d'un temple amb, una imatge devocional dins la cel·la i un altar al davant a l'aire lliure. Certs edificis trobats en ciutadelles tenen una habitació central, el mègaron, de forma oblonga, envoltada d'habitacions petites que podrien haver servit com a lloc d'adoració. A part d'això, es pot suposar també l'existència d'un culte domèstic. S'han localitzat alguns santuaris, com el de Filakopí a Melos, on es va trobar un nombre considerable d'estatuetes que segurament es van fabricar amb l'objectiu de servir d'ofrenes, i es pot suposar que els estrats arqueològics d'indrets com Delfos, Dodona, Delos, Eleusis, Lerna i Abes ja eren santuaris importants; a Creta, diversos santuaris minoics mostren una certa continuïtat amb el període conegut com el Minoic Recent III, un període de cultura híbrida minoicomicènica.